# Matilde di Sassonia (1172-1209/10)
Matilde di Sassonia, chiamata anche Richenza di Sassonia (1172 – 13 gennaio 1209/10) fu contessa di Perche e dama di Coucy dalla stirpe dei Welfen. Era anche nipote di Riccardo Cuor di Leone.

## Biografia
Matilde era la primogenita del duca di Sassonia Enrico il Leone e Matilde, figlia del re Enrico II, e fu chiamata dal padre Richenza in onore della nonna paterna. Quando il padre fu esiliato dall'impero, la famiglia si rifugiò in Inghilterra alla corte del re Enrico II, dove Richenza adottò il nome della madre, Matilde. Rimase lì anche dopo che i suoi genitori tornarono nell'impero.
Diversi candidati furono presi in considerazione per la mano di Matilde, tra cui i re di Scozia e Ungheria. Dopo la morte di suo nonno, re Enrico II, nel 1189, suo zio Riccardo Cuor di Leone organizzò un matrimonio con Goffredo II di Perche, erede di diversi feudi strategici in Normandia e crociato della terza crociata. Goffredo tornò dalla crociata e assunse la responsabilità dei suoi feudi, a cui si aggiunsero ulteriori feudi nel Suffolk, nell'Essex e nel Kent.
Durante la prigionia di Riccardo Cuor di Leone, Goffredo si schierò con Giovanni d'Inghilterra. Dopo che Riccardo fu rilasciato nel febbraio 1194 in cambio di un ingente riscatto, Goffredo fu temporaneamente imprigionato e le sue proprietà furono confiscate. La libertà giunse nell'autunno del 1195 e le loro proprietà furono restituite. Goffredo, insieme a suo fratello minore Stefano, rispose alla chiamata per combattere nella quarta crociata ma, mentre si preparava per la spedizione, si ammalò improvvisamente e morì. Matilde partecipò ai funerali di Goffredo nella cattedrale di Chartres e fondò un convento cistercense a Nogent-le-Rotrou su richiesta di Goffredo, in commutazione dei suoi voti di crociata.
Gestì i possedimenti a nome del figlio Tommaso e dimostrò un notevole acume politico riuscendo a tenere il territorio inglese dallo zio, il re Giovanni Senza Terra. Due anni dopo sposò Enguerrand III, signore di Coucy, un uomo con una famiglia incline alla brutalità e alla violenza, ma ottenne il divorzio su istigazione del re Filippo II di Francia. Questo matrimonio non produsse figli. Matilde morì nel 1209 o nel 1210 e successivamente il re Giovanni d'Inghilterra confiscò i possedimenti inglesi.

## Matrimonio e figli
Matilde sposò Goffredo II di Perche nel 1189. Essi ebbero:
- Tommaso, c.1193[3];
- Goffredo[3].

## Ascendenza
|                          |                    |                            | Genitori                            |  |  | Nonni |  |  | Bisnonni             |  |  | Trisnonni           |  |
|                          |                    |                            |                                     |  |  |       |  |  | Enrico IX di Baviera |  |  | Guelfo I di Baviera |  |
|                          |                    |                            |                                     |  |  |       |  |  | Enrico IX di Baviera |  |  | Guelfo I di Baviera |  |
|                          |                    | Giuditta di Fiandra        |                                     |  |  |       |  |  | Enrico IX di Baviera |  |  |                     |  |
| Enrico X di Baviera      |                    |                            |                                     |  |  |       |  |  | Enrico IX di Baviera |  |  |                     |  |
|                          |                    | Wulfhilde di Sassonia      | Magnus di Sassonia                  |  |  |       |  |  |                      |  |  |                     |  |
|                          |                    | Wulfhilde di Sassonia      | Magnus di Sassonia                  |  |  |       |  |  |                      |  |  |                     |  |
|                          |                    | Wulfhilde di Sassonia      | Sofia d'Ungheria                    |  |  |       |  |  |                      |  |  |                     |  |
| Enrico il Leone          |                    | Wulfhilde di Sassonia      |                                     |  |  |       |  |  |                      |  |  |                     |  |
|                          |                    | Lotario II di Supplimburgo | Gebeardo di Supplimburgo            |  |  |       |  |  |                      |  |  |                     |  |
|                          |                    | Lotario II di Supplimburgo | Gebeardo di Supplimburgo            |  |  |       |  |  |                      |  |  |                     |  |
|                          |                    | Lotario II di Supplimburgo | Edvige di Formbach                  |  |  |       |  |  |                      |  |  |                     |  |
| Gertrude di Supplimburgo |                    | Lotario II di Supplimburgo |                                     |  |  |       |  |  |                      |  |  |                     |  |
|                          |                    | Richenza di Northeim       | Enrico di Frisia                    |  |  |       |  |  |                      |  |  |                     |  |
|                          |                    | Richenza di Northeim       | Enrico di Frisia                    |  |  |       |  |  |                      |  |  |                     |  |
|                          |                    | Richenza di Northeim       | Gertrude di Brunswick               |  |  |       |  |  |                      |  |  |                     |  |
| Matilde di Sassonia      |                    | Richenza di Northeim       |                                     |  |  |       |  |  |                      |  |  |                     |  |
|                          | Goffredo V d'Angiò | Folco V d'Angiò            |                                     |  |  |       |  |  |                      |  |  |                     |  |
|                          | Goffredo V d'Angiò | Folco V d'Angiò            |                                     |  |  |       |  |  |                      |  |  |                     |  |
|                          | Goffredo V d'Angiò | Eremburga del Maine        |                                     |  |  |       |  |  |                      |  |  |                     |  |
| Enrico II Plantageneto   | Goffredo V d'Angiò |                            |                                     |  |  |       |  |  |                      |  |  |                     |  |
|                          |                    | Imperatrice Matilda        | Enrico I d'Inghilterra              |  |  |       |  |  |                      |  |  |                     |  |
|                          |                    | Imperatrice Matilda        | Enrico I d'Inghilterra              |  |  |       |  |  |                      |  |  |                     |  |
|                          |                    | Imperatrice Matilda        | Matilde di Scozia                   |  |  |       |  |  |                      |  |  |                     |  |
| Matilde d'Inghilterra    |                    | Imperatrice Matilda        |                                     |  |  |       |  |  |                      |  |  |                     |  |
|                          |                    | Guglielmo X d'Aquitania    | Guglielmo IX di Aquitania           |  |  |       |  |  |                      |  |  |                     |  |
|                          |                    | Guglielmo X d'Aquitania    | Guglielmo IX di Aquitania           |  |  |       |  |  |                      |  |  |                     |  |
|                          |                    | Guglielmo X d'Aquitania    | Filippa di Tolosa                   |  |  |       |  |  |                      |  |  |                     |  |
| Eleonora d'Aquitania     |                    | Guglielmo X d'Aquitania    |                                     |  |  |       |  |  |                      |  |  |                     |  |
|                          |                    | Aénor di Châtellerault     | Aimery I, Visconte di Châtellerault |  |  |       |  |  |                      |  |  |                     |  |
|                          |                    | Aénor di Châtellerault     | Aimery I, Visconte di Châtellerault |  |  |       |  |  |                      |  |  |                     |  |
|                          |                    | Aénor di Châtellerault     | Dangerose de l'Isle Bouchard        |  |  |       |  |  |                      |  |  |                     |  |
|                          |                    | Aénor di Châtellerault     |                                     |  |  |       |  |  |                      |  |  |                     |  |